# Wybory parlamentarne w Indonezji w 2019 roku
Wybory parlamentarne w Indonezji w 2019 roku odbyły się 17 kwietnia. Uprawnionych do głosowania było ok. 193 mln obywateli, którzy wybierali 575 deputowanych do obu izb parlamentu - Ludowej Izby Reprezentantów i Regionalnej Rady Reprezentantów. Były to pierwsze w historii Indonezji wybory parlamentarne, które były połączone z wyborami prezydenckimi oraz lokalnymi. 

## Wyniki wyborów
Zwycięstwo w wyborach ponownie odniosła Demokratyczna Partia Indonezji – Walka. Do parlamentu indonezyjskiego weszło łącznie 9 ugrupowań politycznych.
| Partia                                                                                        | Liczba głosów | %     |
| --------------------------------------------------------------------------------------------- | ------------- | ----- |
| Demokratyczna Partia Indonezji – Walka                                                        | 27 053 961    | 19,33 |
| Gerindra                                                                                      | 17 594 839    | 12,57 |
| Golkar                                                                                        | 17 229 789    | 12,31 |
| Partia Przebudzenia Narodowego                                                                | 13 570 097    | 9,69  |
| Nasdem                                                                                        | 12 661 792    | 9,05  |
| Partia Prosperującej Sprawiedliwości                                                          | 11 493 663    | 8,21  |
| Partia Demokratyczna                                                                          | 10 876 507    | 7,7   |
| Partia Mandatu Narodowego                                                                     | 9 572 623     | 6,84  |
| Zjednoczona Partia na rzecz Rozwoju                                                           | 6 323 147     | 4,52  |
| Pozostałe ugrupowania                                                                         | 13 594 842    | 9,70  |
| Łącznie głosów ważnych                                                                        | 139 971 260   | 100   |
| Źródło: Jokowi Wins Re-Election, PDI-P Wins Most Seats [online], Jakarta Globe, 21 maja 2019. |               |       |